# 312 Pierretta
312 Pierretta este un asteroid din centura principală, descoperit pe 28 august 1891, de Auguste Charlois.